# Taster
Taster (tasten „macać”; „dotykać”) – maszyna drukarska do dziurkowania taśmy papierowej, która steruje odlewarką monotypu. Posiada klawiaturę zespoloną z igłami, nakłuwającymi otwory na papierowej taśmie. Otwory służą jako matryce do odlewu liter przez odlewarkę.